# Meulan-en-Yvelines
Meulan är en kommun i departementet Yvelines i regionen Île-de-France i norra Frankrike. Kommunen ligger i kantonen Meulan-en-Yvelines som tillhör arrondissementet Mantes-la-Jolie. År 2022 hade Meulan 8 996 invånare.

## Befolkningsutveckling
Antalet invånare i kommunen Meulan
| Referens: INSEE |